# Dioscorea tomentosa

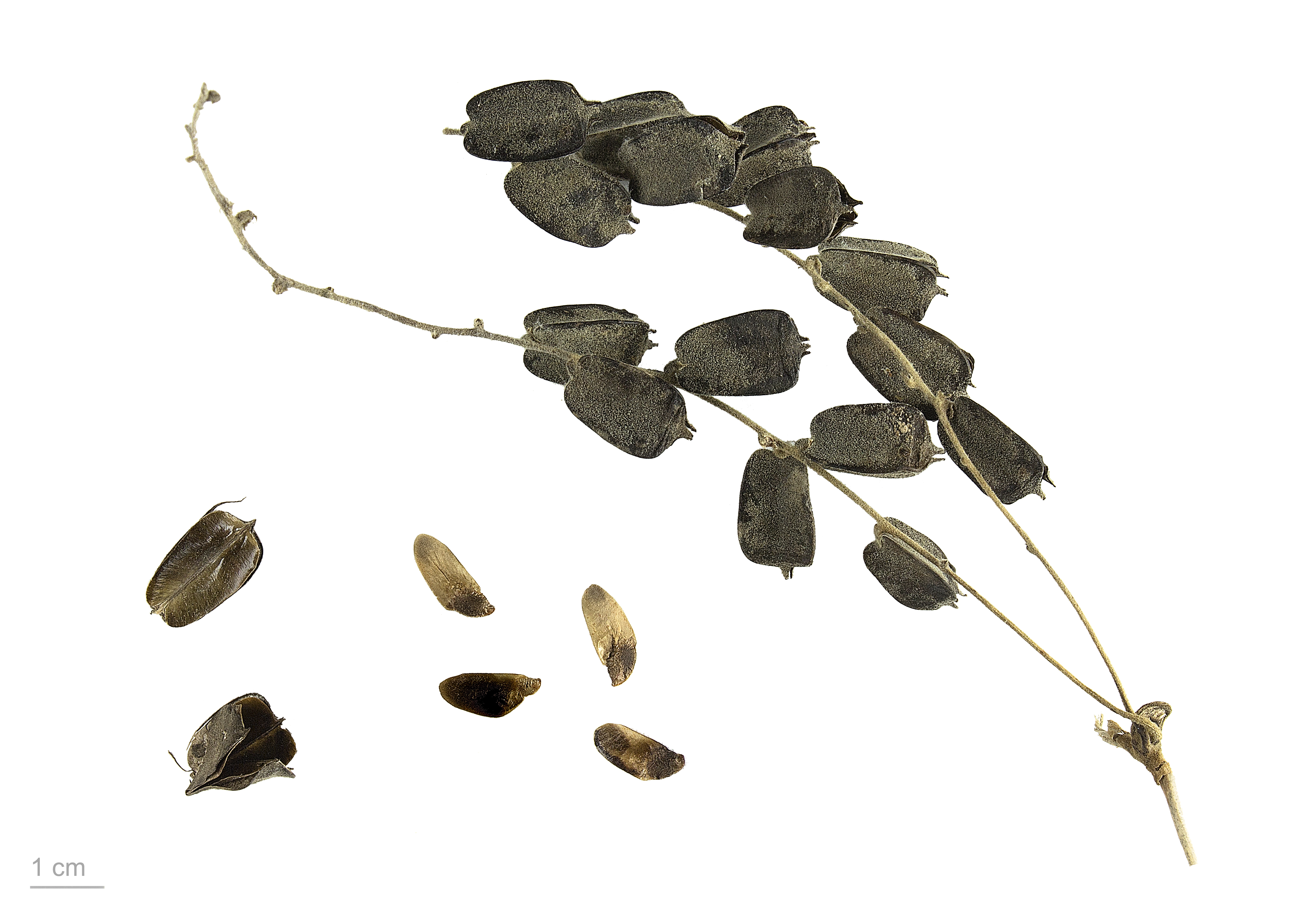
Dioscorea tomentosa

Dioscorea tomentosa är en enhjärtbladig växtart som beskrevs av J.König och Spreng.. Dioscorea tomentosa ingår i släktet Dioscorea och familjen Dioscoreaceae. Inga underarter finns listade i Catalogue of Life.